# Élection présidentielle française de 1924
L'élection présidentielle française de 1924  s'est déroulée le 13 juin 1924, à la suite de la démission du président Alexandre Millerand. Elle se solde par la victoire du président du Sénat, le radical Gaston Doumergue, soutenu par le centre et la droite, face à Paul Painlevé, candidat du cartel des gauches.

## Contexte
Après avoir acculé le président Alexandre Millerand à la démission le 11 juin 1924, le cartel des gauches a en théorie la possibilité de porter à la présidence de la République le candidat de son choix. Cependant, la situation du cartel ne relève pas d'une position si bien établie : à la Chambre, il ne dispose de la majorité qu'avec l'appui de la gauche radicale ; au Sénat, les conservateurs comptent une écrasante majorité. L'élection de Paul Painlevé, soutenu par le cartel, est donc loin d'être acquise.

## Candidatures

### Droite
Soutien fidèle du président Alexandre Millerand, le PRDS se retrouve très affaibli en 1924 après plusieurs échecs électoraux. Le scrutin présidentiel qui approche semble également présager un nouvel échec. Alors que certains hésitent entre l'ancien candidat Charles Jonnart et le sénateur Justin de Selves, d'autres suggèrent une candidature commune à droite, comme pour les législatives. Mais contrairement aux législatives, la participation au scrutin présidentiel est libre à tous. Ainsi, le président de la FR, Louis Marin, annonce sa candidature au Congrès. Devant l'incapacité d'unir la droite pour ce scrutin, le PRDS désigne Jonnart comme candidat officiel.

#### Parti républicain démocratique et social (PRDS)

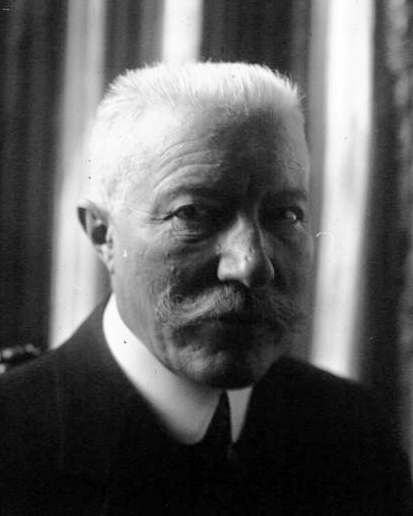
Charles Jonnart (candidat officiel du PRDS).
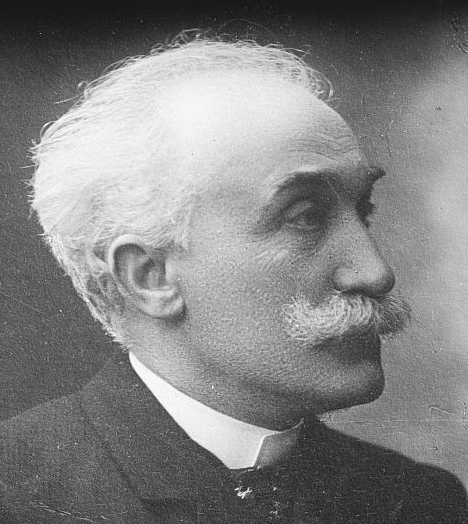
Justin de Selves (renonce).

#### Fédération républicaine (FR)

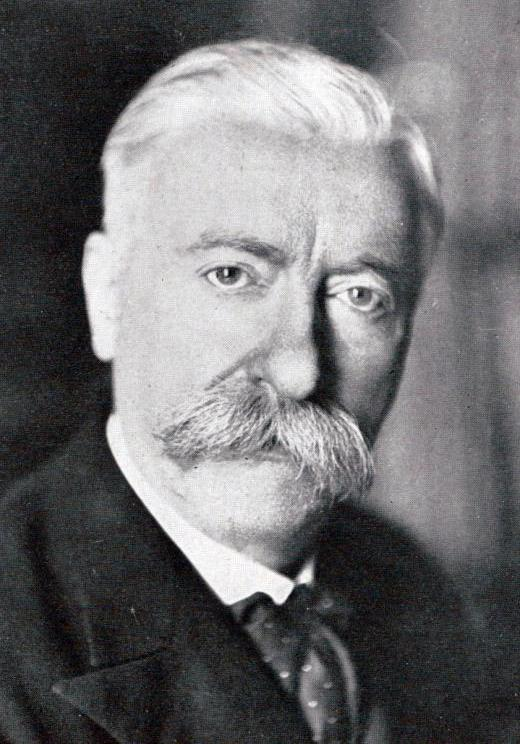
Louis Marin (candidat officiel de la FR).

### Gauche
Dans le camp radical, plusieurs élus proposent le nom de Gaston Doumergue, président du Sénat, comme candidat à la présidence. Sans concurrent au sein de sa famille politique, Doumergue apparait comme le candidat naturel des radicaux. Partisan d'une politique de centre-gauche, il est allié à la coalition du cartel des gauches dans le cadre des élections législatives. Comprenant que cette même coalition préfère se doter d'un candidat de gauche socialiste en la personne de Paul Painlevé, Doumergue se retrouve finalement en minorité. Cependant, il refuse de retirer sa candidature et promet cependant de se soutenir le candidat de gauche qui arrivera en tête de la réunion plénière du 12 juin. 

#### Parti radical

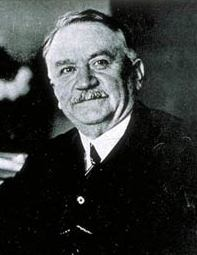
Gaston Doumergue (candidat officiel du PRRRS).

#### Parti républicain-socialiste

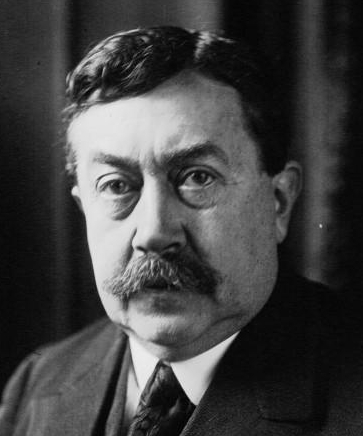
Paul Painlevé (candidat officiel du PRS).

## Scrutin préparatoire
À la veille du scrutin présidentiel, le 12 juin 1924, une réunion plénière est organisée afin de départager plusieurs candidats. Paul Painlevé est le grand favori de cette consultation et arrive en première position avec plus de 300 voix. Gaston Doumergue plafonne à la seconde place avec moins de 150 voix, devant les deux candidats de droite : Charles Jonnart (PRDS) et Louis Marin (FR). La fonction de président du Sénat conduisant fréquemment son titulaire à l'Élysée, Doumergue peaufine sa stratégie depuis la démission d'Alexandre Millerand, qui lui apporte officieusement son soutien après la réunion plénière. 
Sorti vainqueur de la réunion préparatoire des groupes républicains, Paul Painlevé envoie une délégation afin d'obtenir le retrait de Doumergue. Mais celui-ci refuse de retirer sa candidature. En coulisse, Doumergue peut compter sur le soutien des parlementaires du centre et de la droite, hostiles au cartel des gauches ainsi que celle de nombreux élus qui redoutent de voir le républicain-socialiste mener une politique partisane. Ainsi, Jonnart et Marin acceptent de retirer leurs candidatures en faveur de Doumergue afin de faire battre Painlevé. 
|                          |                          |                          |              |              |
| Candidat                 | Candidat                 | Partis                   | Premier tour | Premier tour |
| Candidat                 | Candidat                 | Partis                   | Voix         | %            |
|                          | Paul Painlevé            | PRS                      | 306          | 43,40        |
|                          | Gaston Doumergue         | PRRRS                    | 149          | 21,13        |
|                          | Charles Jonnart          | PRDS                     | 117          | 16,59        |
|                          | Louis Marin              | FR                       | 105          | 14,89        |
|                          | Zéphirin Camélinat       | SFIC                     | 28           | 3,97         |
|                          |                          |                          |              |              |
| Votes valides            | Votes valides            | Votes valides            | 705          | 96,97        |
| Votes blancs et nuls     | Votes blancs et nuls     | Votes blancs et nuls     | 22           | 3,03         |
| Total                    | Total                    | Total                    | 727          | 100          |
| Abstention               | Abstention               | Abstention               | 169          | 18,86        |
| Inscrits / participation | Inscrits / participation | Inscrits / participation | 896          | 81,14        |

## Résultats de l'élection
| Candidat                 | Candidat                 | Partis                   | Premier tour | Premier tour |
| Candidat                 | Candidat                 | Partis                   | Voix         | %            |
| ------------------------ | ------------------------ | ------------------------ | ------------ | ------------ |
|                          | Gaston Doumergue         | PRRRS                    | 515          | 60,38        |
|                          | Paul Painlevé            | PRS                      | 309          | 36,23        |
|                          | Zéphirin Camélinat       | SFIC                     | 21           | 2,46         |
|                          | Charles Jonnart          | PRDS                     | 8            | 0,94         |
|                          |                          |                          |              |              |
| Votes valides            | Votes valides            | Votes valides            | 853          | 99,19        |
| Votes blancs et nuls     | Votes blancs et nuls     | Votes blancs et nuls     | 7            | 0,81         |
| Total                    | Total                    | Total                    | 860          | 100          |
| Abstention               | Abstention               | Abstention               | 36           | 4,02         |
| Inscrits / participation | Inscrits / participation | Inscrits / participation | 896          | 99,58        |

## Suites
Gaston Doumergue est investi président le jour même de son élection. Le lendemain, le président du Conseil, Frédéric François-Marsal, présente la démission de son gouvernement.